# Tikrit
Tikrit, rzadziej Takrit (arab. تكريت, trl. Takrīt / Takrīt, trb. Takrit / Tikrit) – miasto (151 tys. mieszkańców) nad Tygrysem w północnym Iraku; stolica prowincji Salah ad-Din.
W późnej starożytności Tikrit był siedzibą mafriana, czyli przywódcy monofizyckiego kościoła jakobickiego w przynależącej do imperium Sasanidów Mezopotamii; ten fragment Międzyrzecza był bowiem jakobicki, podczas gdy pozostała część podlegała Kościołowi Wschodu i wyznawała chrześcijaństwo w wersji nestoriańskiej. Mafrian rezydował w Tikricie do 1156 roku, kiedy przeniósł się do Mosulu, gdzie mafrianat zanikł po 1860 r. Istniały także inne, lecz mniej znane i ważne, mafrianaty.
W średniowieczu teren geograficzny Górnej Mezopotamii, na którym leży miasto, nazywano Dżezira.
Tikrit jest znany głównie jako miejsce narodzin Saladyna. W pobliskiej wiosce Al-Audża urodził się również Saddam Husajn. Większość elity rządzącej za panowania Saddama Husajna wywodziła się z tego miasta. Miasto w większości zamieszkane jest przez sunnitów, którzy są w Iraku mniejszością. W czerwcu 2014 miasto zajęli sunniccy ekstremiści z ugrupowania Państwo Islamskie.